# Балкански нон-пејпер из 2021.
Балкански нон-пејпер из 2021. године била су два документа непознатог порекла која су садржала предлоге за прекрајање граница у југоисточној Европи. Први нон-пејпер позива на „мирно распуштање“ Босне и Херцеговине уз припајање делова Републике Српске и делова Херцеговине Великој Србији и Великој Хрватској, остављајући малу бошњачку државу у централној и западној Босни, као и уједињење Албаније и Косова. Причу о првом нон-пејперу први је објавио босански портал politicki.ba 12. априла 2021. године. Постојање првог нон-пејпера је првобитно било спорно, а албански премијер Еди Рама био је један од ретких који су тврдили да му је то приказано. Словеначки сајт Necenzurirano објавио је наводни нон-пејпер 15. априла 2021. године.
Планове и идеје првог нон-пејпера жестоко су критиковали и на њих реаговали многи политички лидери из Босне и Херцеговине, Србије, Хрватске, Црне Горе, Словеније, Северне Македоније, као и политичари из Европске уније и Русије. У другом нон-пејперу, који се први пут појавио у косовским медијима на албанском језику у априлу 2021. године, предложено је да Србија призна независност Косова до фебруара 2022. и да северно Косово са српском већином добије аутономију у замену за признање Србије.

## Реакције
Поводом нон-пејпера, члан Предсједништва БиХ Жељко Комшић рекао је да је то "све већ оркестрирано и само Бог зна какав ће бити исход". Други члан Предсједништва БиХ Шефик Џаферовић упутио је писмо забринутости предсједнику Европског савјета Шарлу Мишелу. Након што је чуо вести о документу, словеначки премијер Јанез Јанша разговарао је у телефонском разговору са Џаферовићем, наводећи да "нема нон-пејпера о променама граница на Западном Балкану" и додао да подржава "територијални интегритет Босне и Херцеговине". Предсједавајући Савјета министара Босне и Херцеговине Зоран Тегелтија рекао је да није "човек запаљиве реторике" и да се "неће бавити измишљеним папирима".
Посланица Европског парламента за Словенију Тања Фајон изјавила је да су "идеје у нон-пејперу опасне, проблеми се морају решавати дијалогом". Словеначки председник Борут Пахор рекао је да одбацује "опасне идеје о променама граница на Балкану" и да не зна "ништа о нон-пејперу".
Хрватски премијер Андреј Пленковић рекао је да је "прочитао нон-пејпер на једном веб порталу, али га Хрватска није добила". Руски министар спољних послова Сергеј Лавров изјавио је да је документ „опасна игра, Брисел другачије реагује када је Русија умешана“. Председник Србије Александар Вучић је само рекао да „Србија може само да помогне Босни и Херцеговини и да се не меша у унутрашње ствари земље“. Свој став о нон-пејперу изнео је црногорски председник Мило Ђукановић, наводећи да је „то опасна ствар, то је понудио неко ко жели да дође до рата што пре”.
Euractiv је реаговао на нон-пејпер рекавши да је „то као Роршахов тест, свако у њему види шта жели“. Потпредседник Европске комисије и високи представник ЕУ за спољну политику и безбедност Жозеп Борел рекао је да „никада није добио нон-пејпер“, али да је „чуо за њега“. Македонски председник Стево Пендаровски рекао је да "свака промена граница на Балкану води до крвопролића".
Штефен Зајберт, портпарол немачке канцеларке Ангеле Меркел, једноставно је изјавио да су „приче о променама граница на Западном Балкану веома опасне“.
Словеначка влада је 11. јуна 2021. скинула тајност са претходног нон-пејпера на тему Босне и Херцеговине, који је бивши словеначки председник Милан Кучан поверљиво припремио 2011. године.